# Operação Avalanche
Operação Avalanche é uma investigação iniciada pela Polícia Federal (PF) brasileira em 10 de outubro de 2008, inicialmente tratando de apropriação indevida de dinheiro apreendido durante uma operação de fechamento de  bingos. Ao longo da investigação, acabou-se descobrindo haver outros crimes, em mais de um estado (Minas Gerais, São Paulo e Espírito Santo), envolvendo conhecidos empresários, despachantes aduaneiros, advogados e policiais civis e federais, que supostamente praticavam crimes como extorsão, fraudes fiscais e corrupção.
Os primeiros denunciados pelo Ministério Público Federal (MPF) referentes à operação foram o policial federal Francisco Pellicel Júnior e o investigador da Polícia Civil de São Paulo Edisom Alves Cruz, acusados de extorquir um empresário.